# 高橋進 (イラストレーター)
高橋 進（たかはし すすむ）は、日本のイラストレーター、グラフィックデザイナー、アニメーター。愛知県名古屋市在住。屋号はインディデザイン。別名はSusumu。

## プロフィール
恐竜、宇宙、子供を描くことが好きなイラストレーター。
デザイン事務所を退職後、フリーランスとして活動。2011年「学研の小学夏休みドリル」の表紙イラスト・デザインを担当。以後、幼児・児童用のイラストを中心に制作。2021年、ミュージックビデオ「Colors of Hops」のイラスト、アニメーションを担当。以降、After Effectsを使ったアニメーションも制作している。

## 制作環境
Mac OS X
illustrator CC ／ photoshop CC ／ After Effects CC

## 制作実績
学研、小学館、ベネッセコーポレーションの辞典、参考書、絵本のほか大日本図書の教科書などを手がけてきた。詳しくは、こちらを参照。